# Kolej krzesełkowa na Palenicę
Kolej krzesełkowa na Palenicę – całoroczna kolej krzesełkowa z krzesełkami 4-osobowymi, ze Szczawnicy na Palenicę w Pieninach. Funkcjonuje w ramach Stacji Narciarskiej Palenica w Szczawnicy. Została poprowadzona środkiem północnego stoku Palenicy. Narciarskie trasy zjazdowe zostały wytyczone na wschód od linii kolei.

## Historia
Kolej linową na Palenicę oddano do użytku 21 września 1991, jako kolej ze 126 krzesełkami 2-osobowymi. Lina została rozwieszona na 13 podporach, w tym dwóch podwójnych. Długość trasy kolei wynosiła 783 m, różnica wzniesień 263 m, przepustowość 1200 osób na godzinę w zimie i 800 osób na godzinę w lecie. W budynku dolnej stacji kolei umieszczono restaurację oraz hotel, posiadający 10 pokoi dwuosobowych, będący własnością PKL, zaś przy niej parking i małą lokalną oczyszczalnię ścieków typu „bioblok”. Przy górnej stacji powstał bar dla narciarzy i turystów.
Po kilkunastu latach została wyłączona z eksploatacji i przebudowana przez Doppelmayr/Garaventa-Gruppe na kolej z krzesełkami 4-osobowymi. Oddano ją do użytku 17 grudnia 2005. Operatorem kolei są Polskie Koleje Linowe S.A. (PKL).

## Dane techniczne (od 2005)
| Kolej krzesełkowa                     | na Palenicę |
| ------------------------------------- | ----------- |
| Długość trasy [m]                     | 777         |
| Poziom stacji dolnej [m n.p.m.]       | 459         |
| Poziom stacji górnej [m n.p.m.]       | 722         |
| Różnica poziomów [m]                  | 263         |
| Podpory trasowe                       | 10          |
| Typ krzesełek                         | 4-osobowe   |
| Liczba krzesełek                      | 54          |
| Zdolność przewozowa [osób na godzinę] | 2200        |

## Galeria

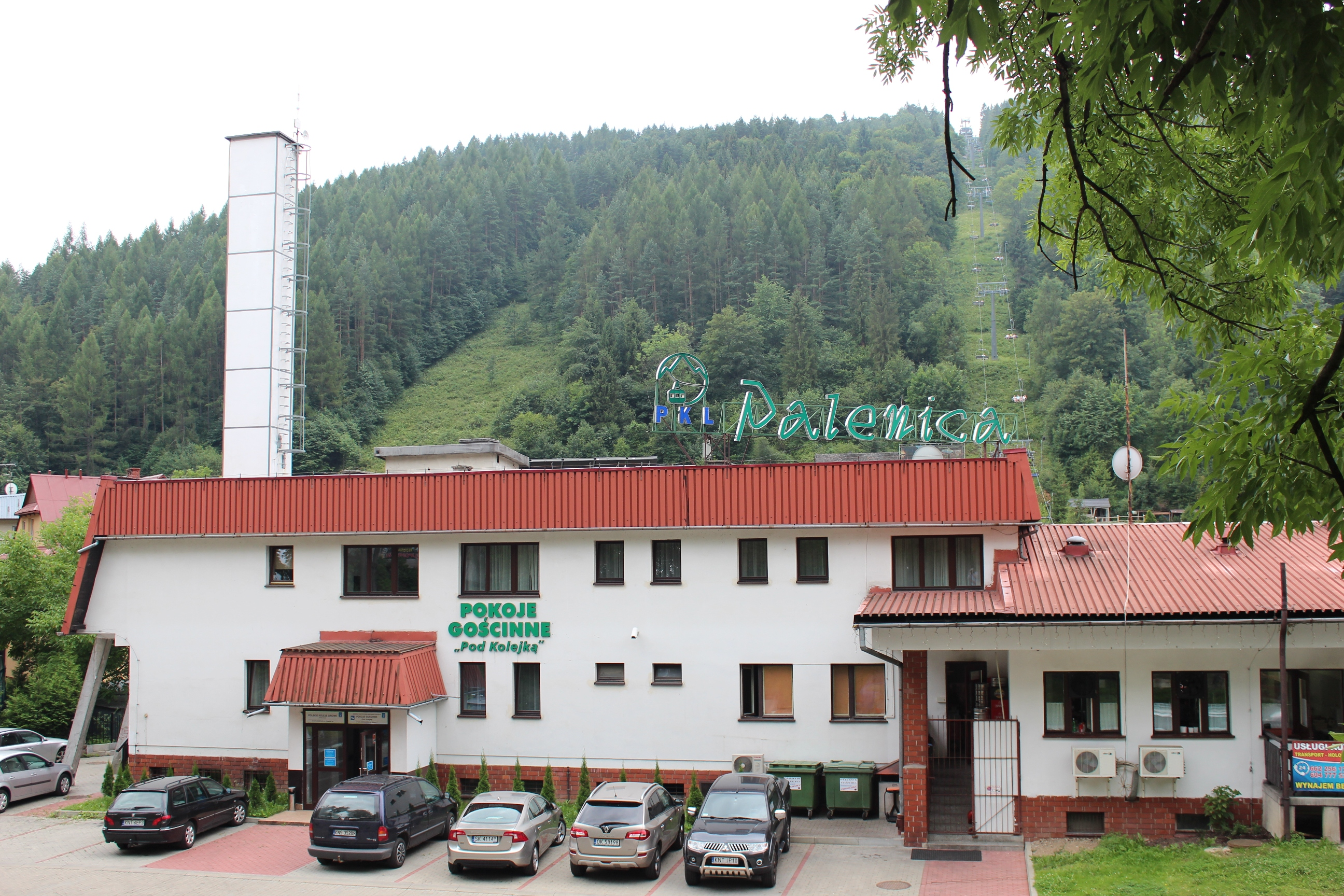
Budynek dolnej stacji
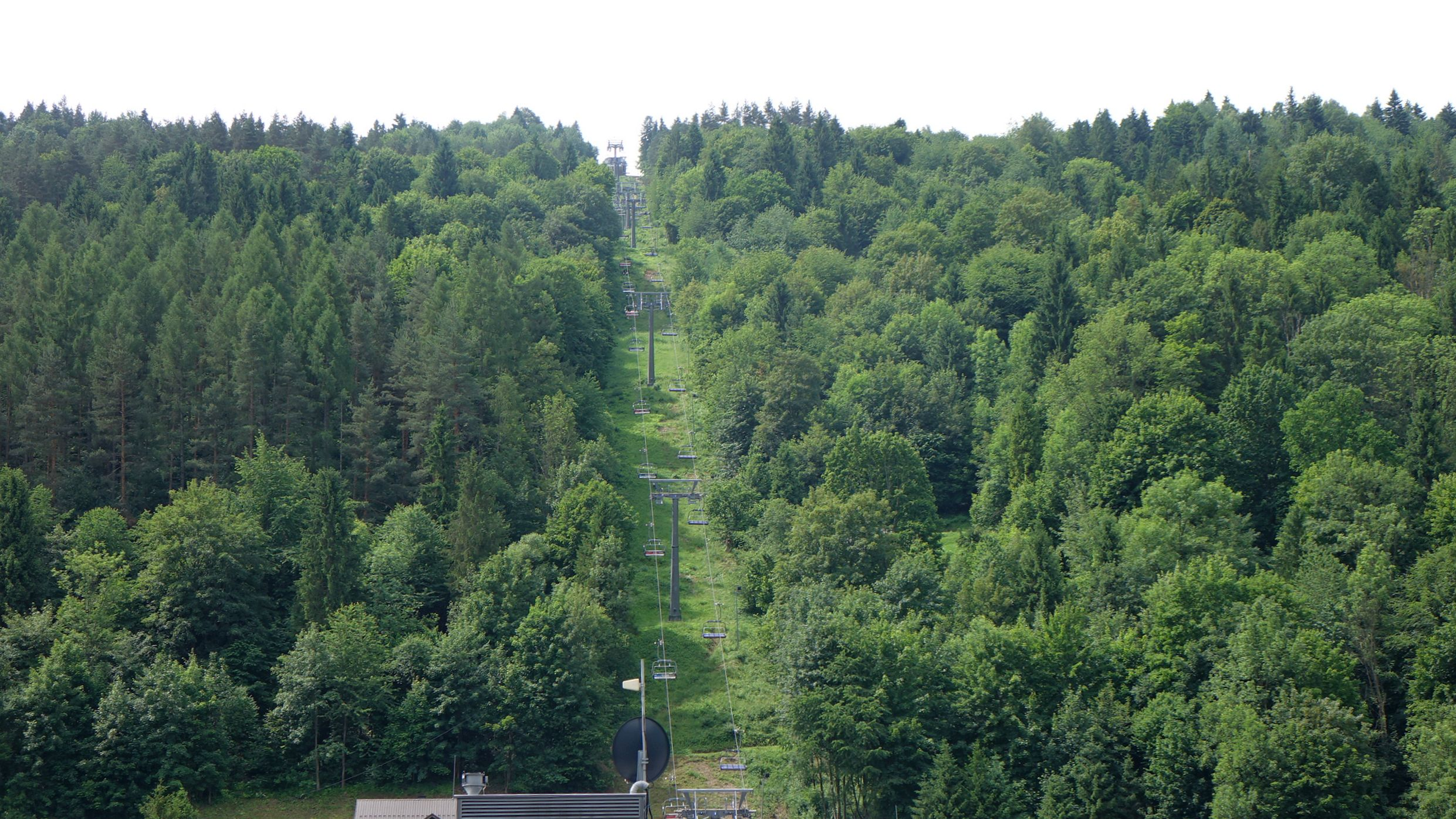
Kolej
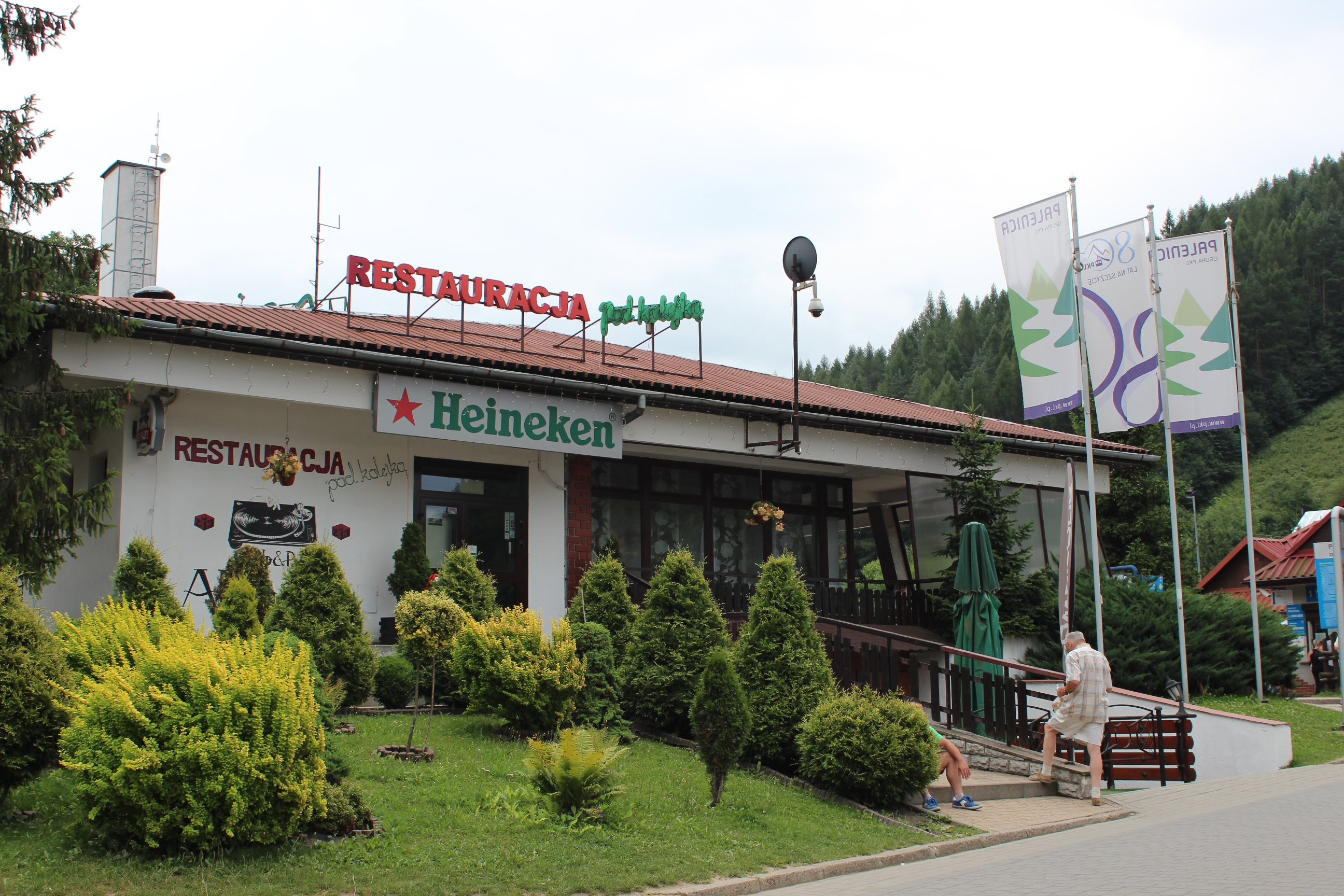
Budynek dolnej stacji z restauracją
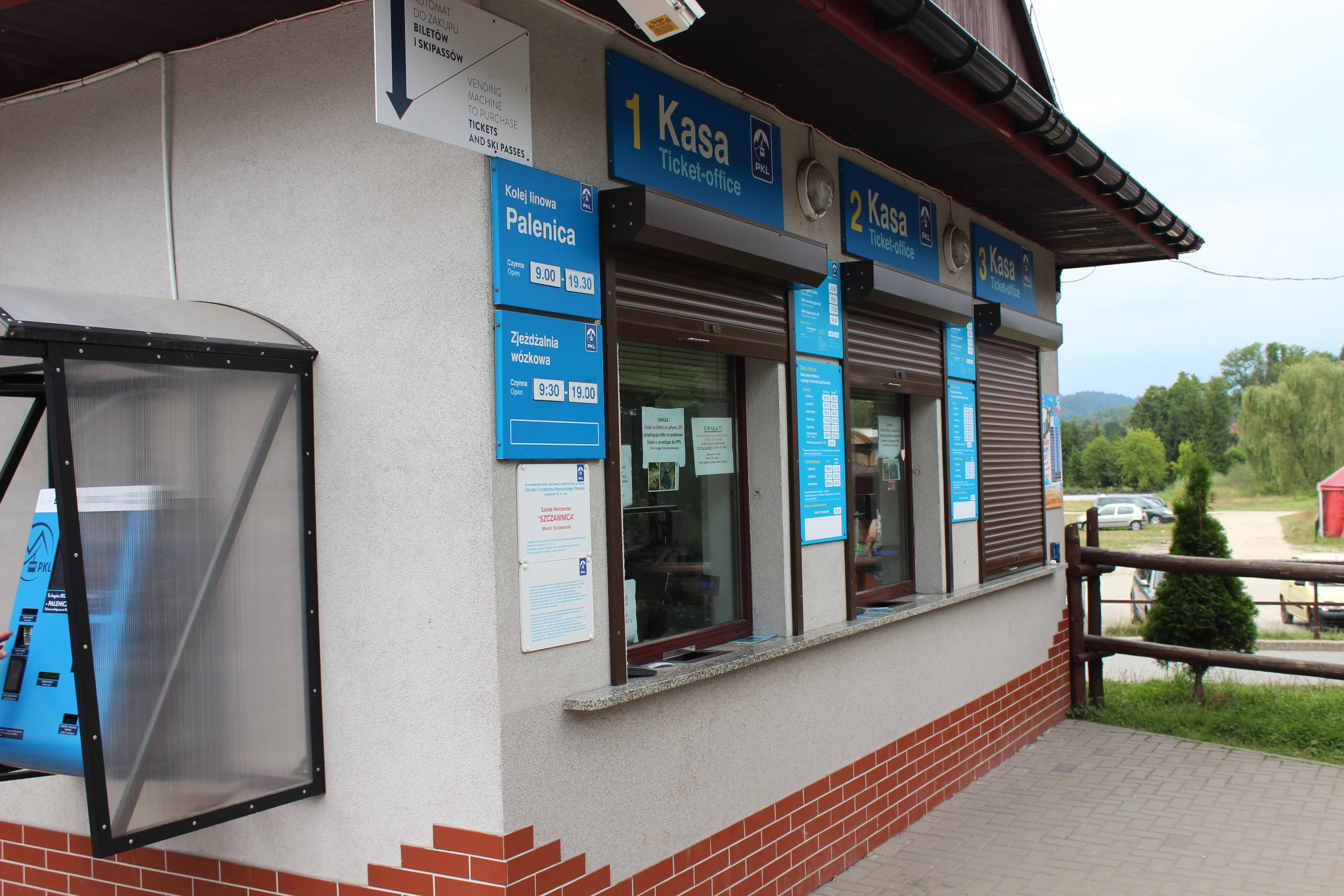
Kasy biletowe w budynku dolnej stacji
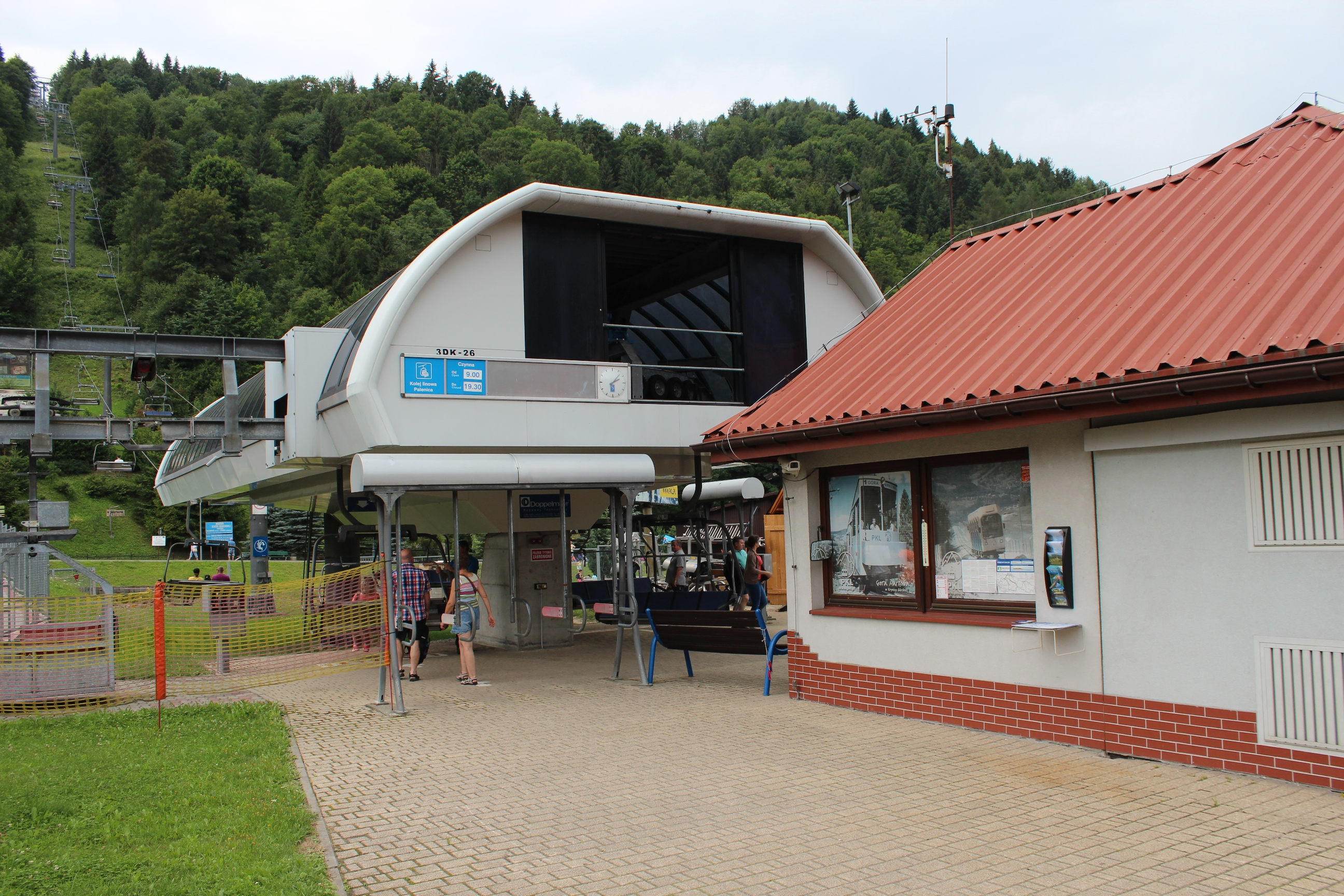
Peron na dolnej stacji
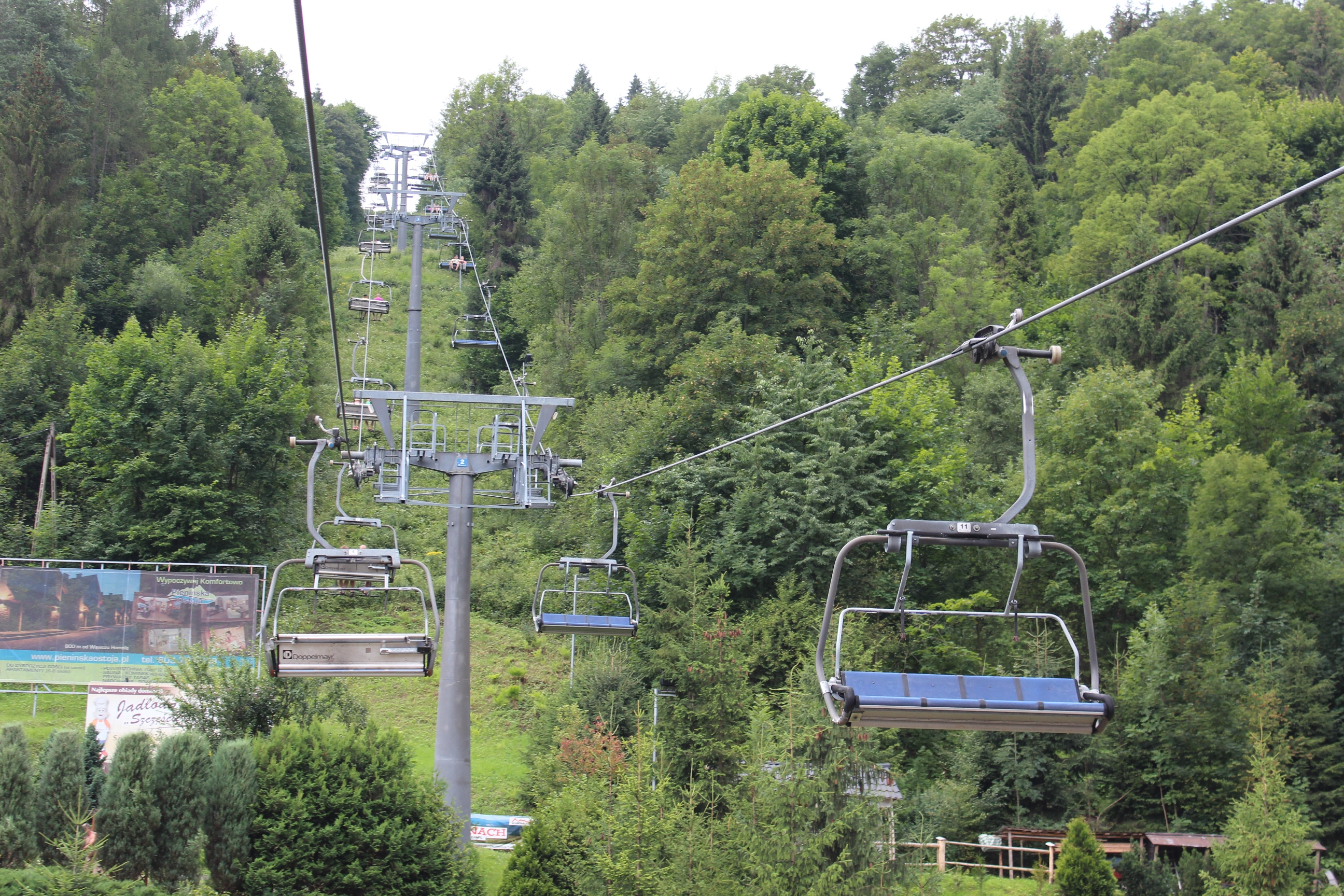
Przejazd w środkowym odcinku kolei
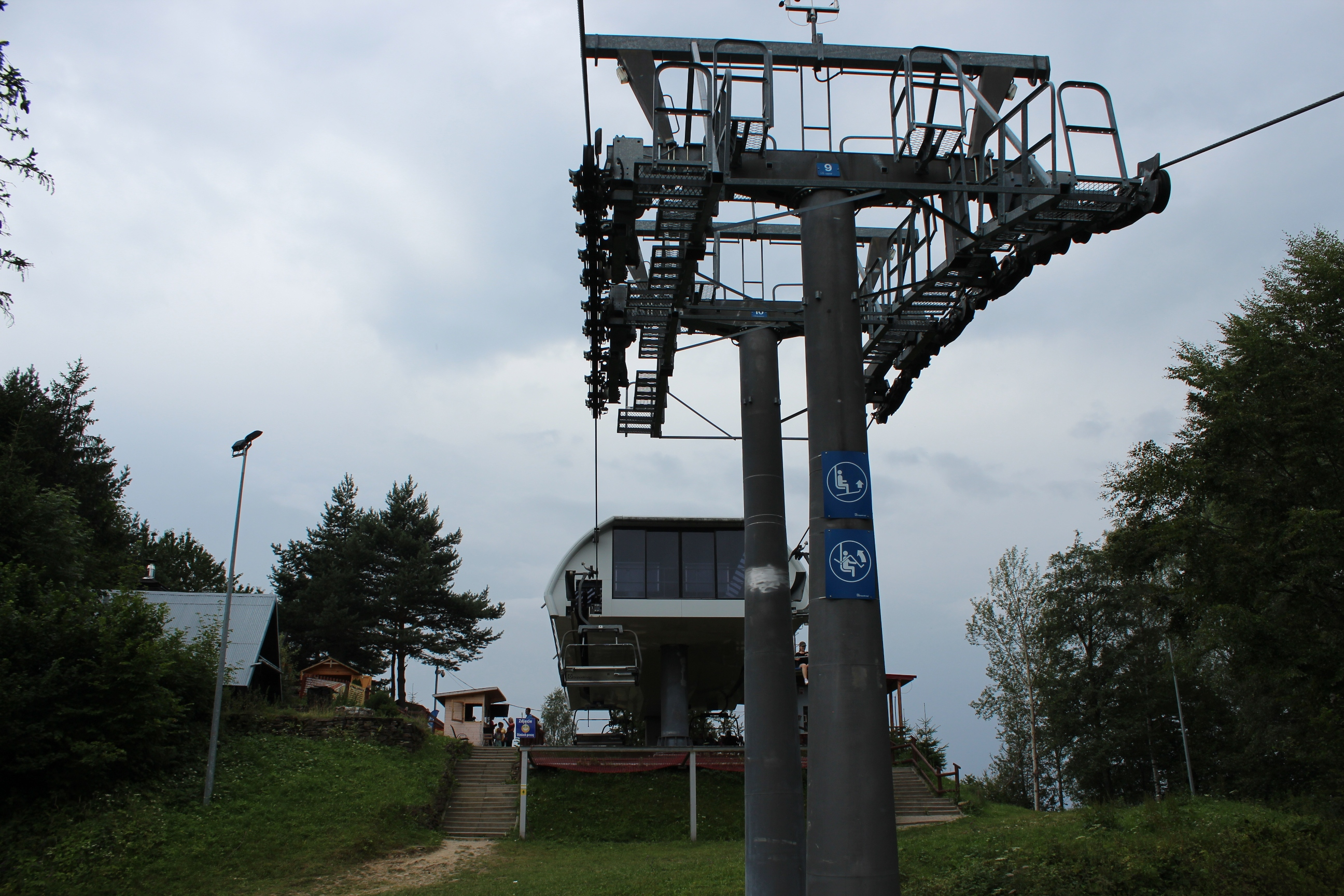
Dojazd do górnej stacji
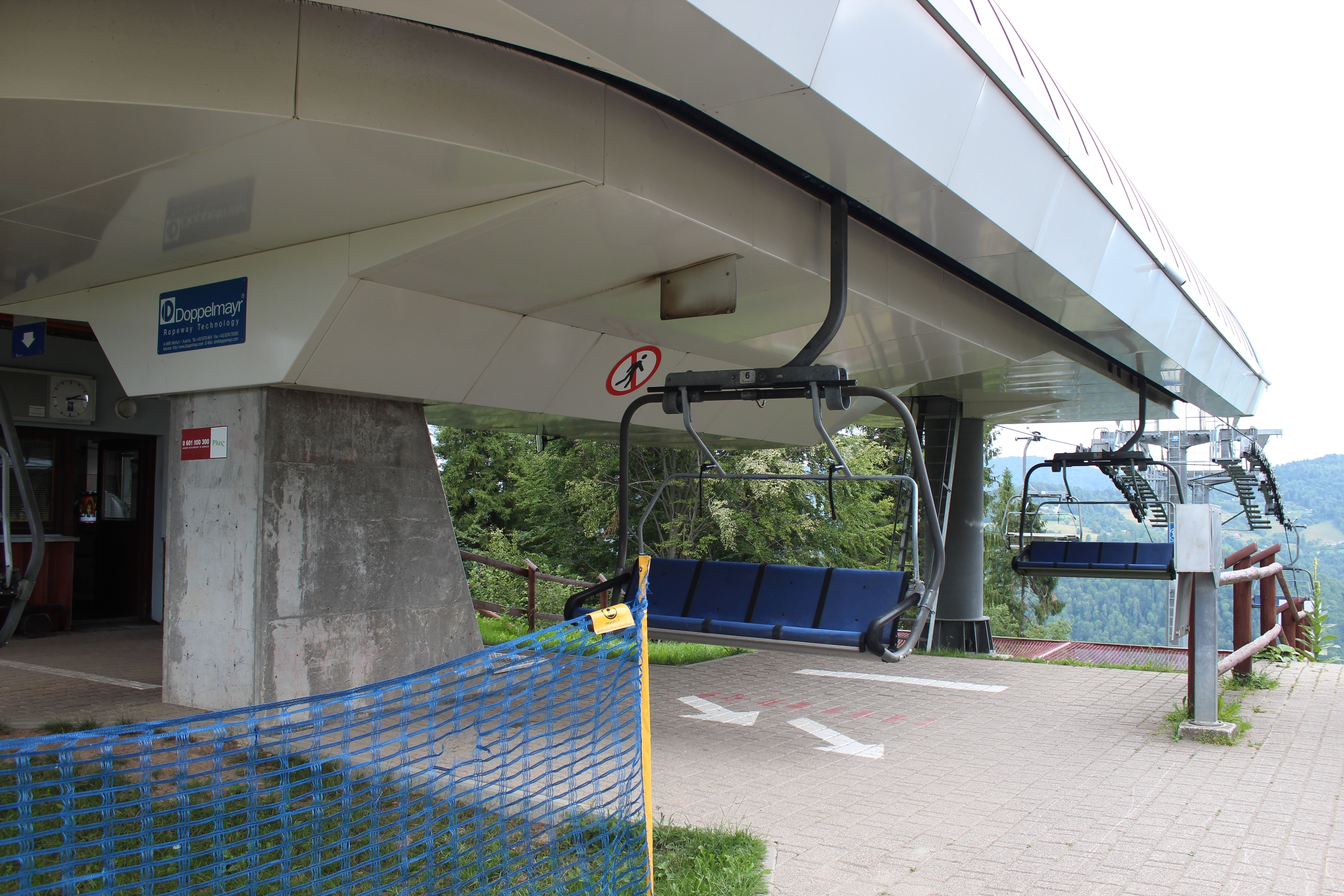
Peron na górnej stacji
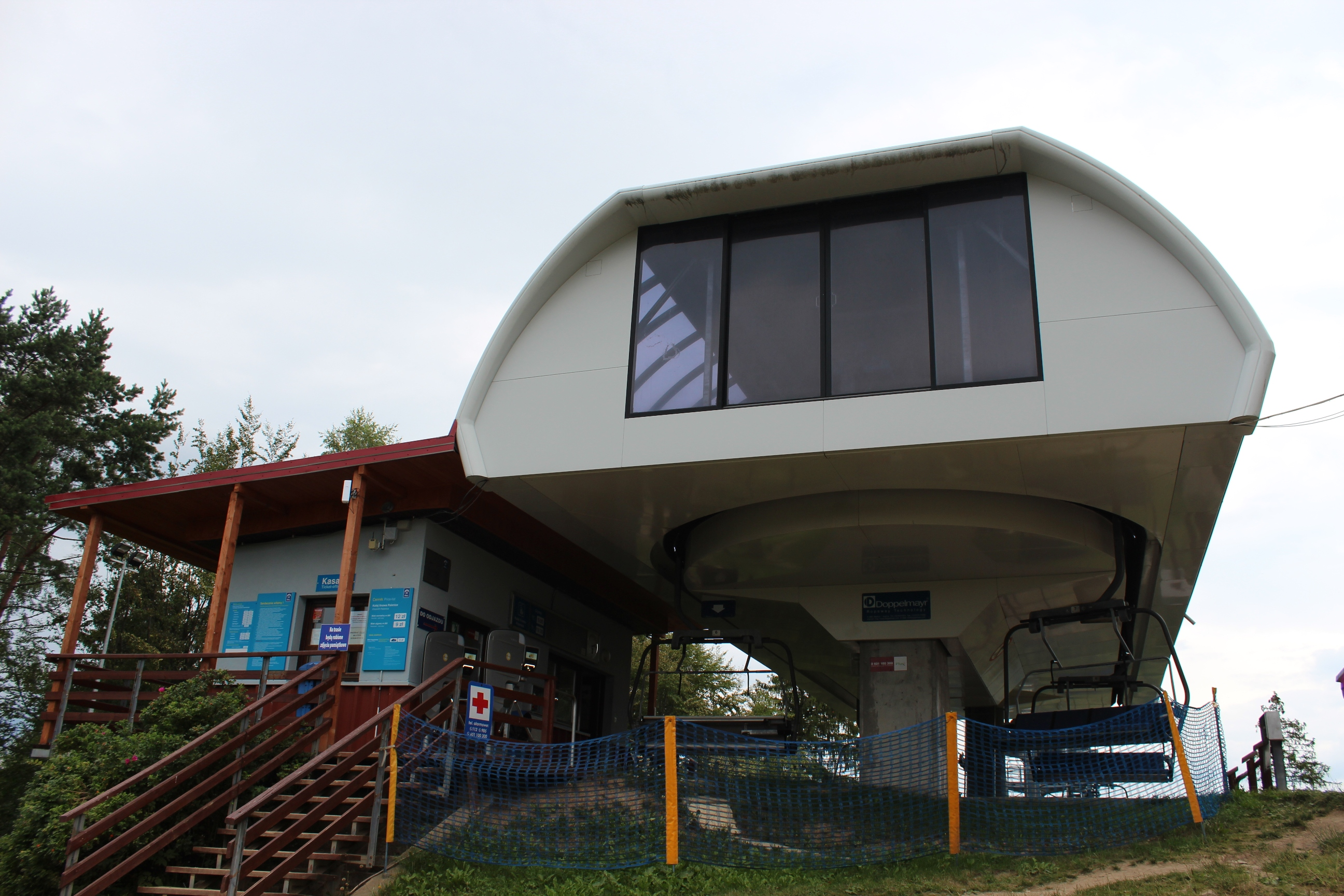
Budynek górnej stacji
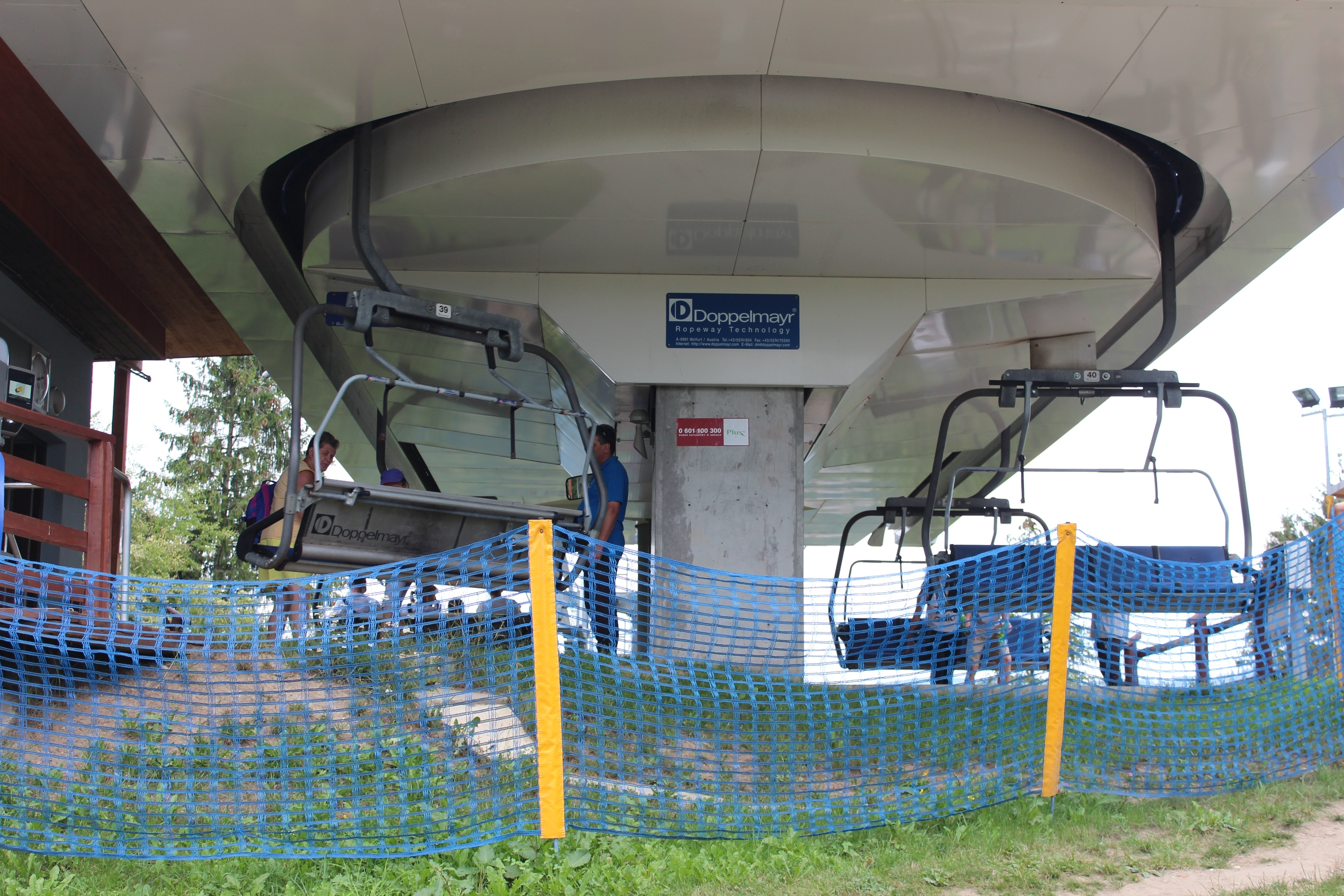
Krzesełka na górnej stacji
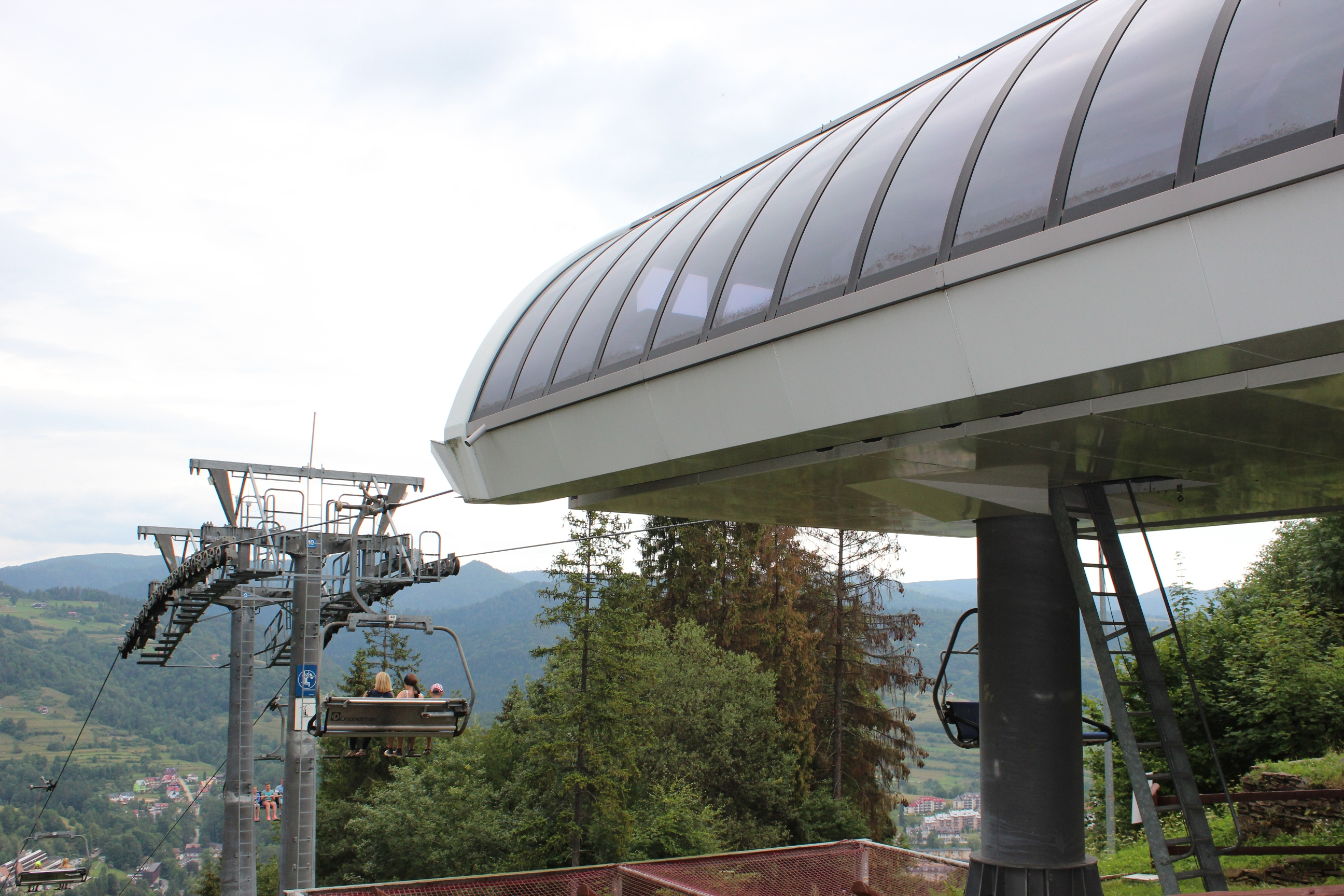
Zjazd z górnej stacji
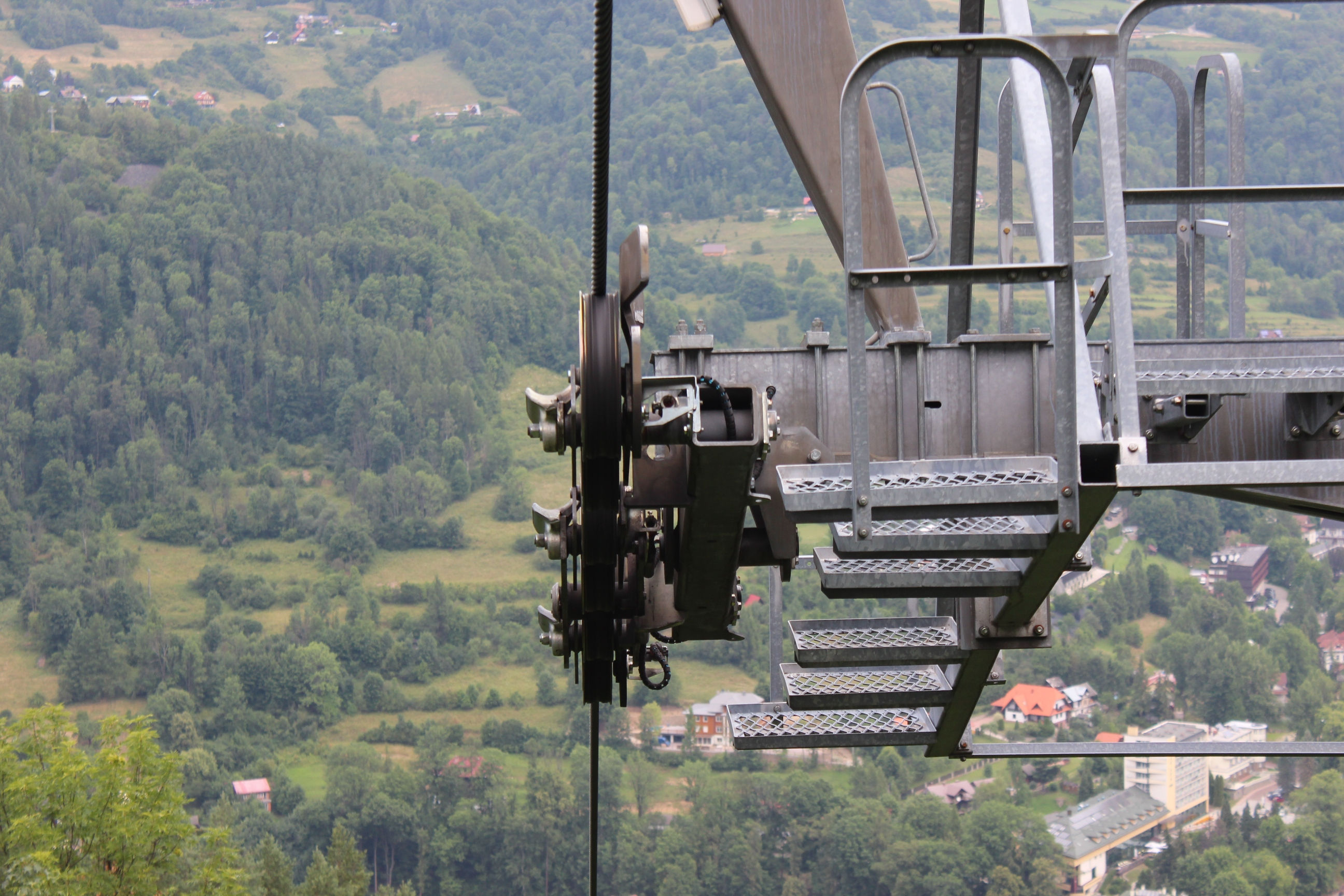
Słup podporowy
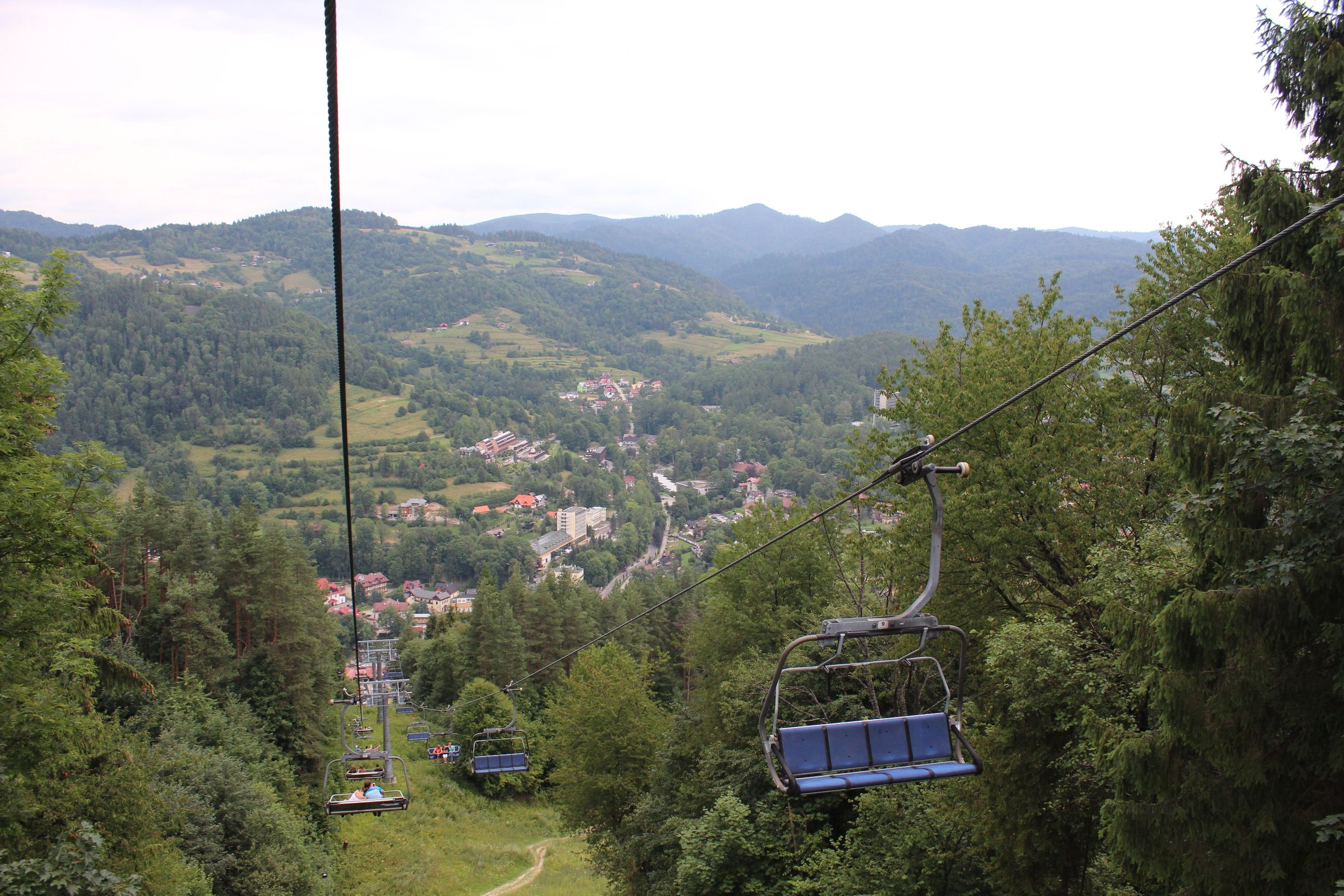
Widok na Szczawnicę
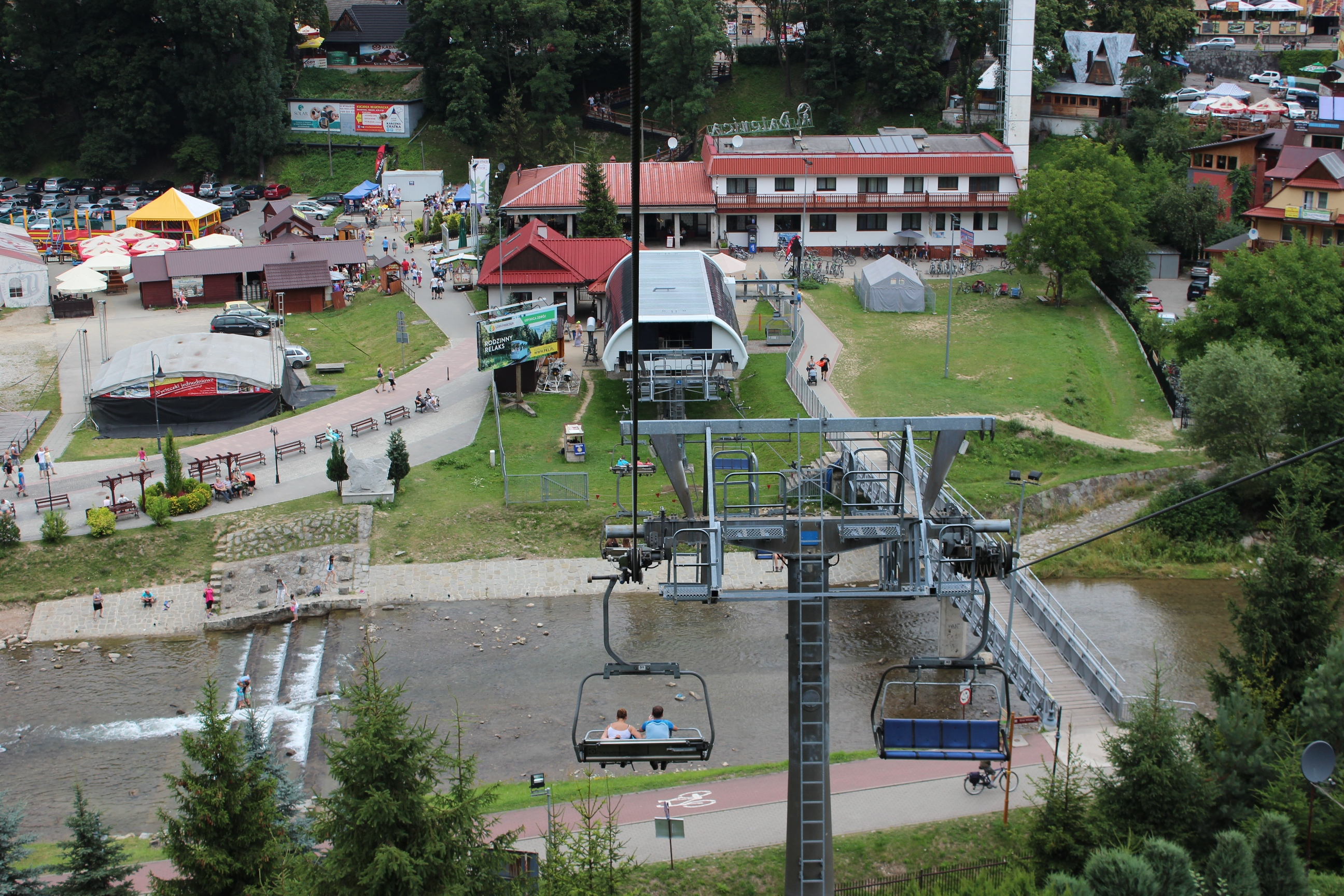
Potok Grajcarek poniżej kolei
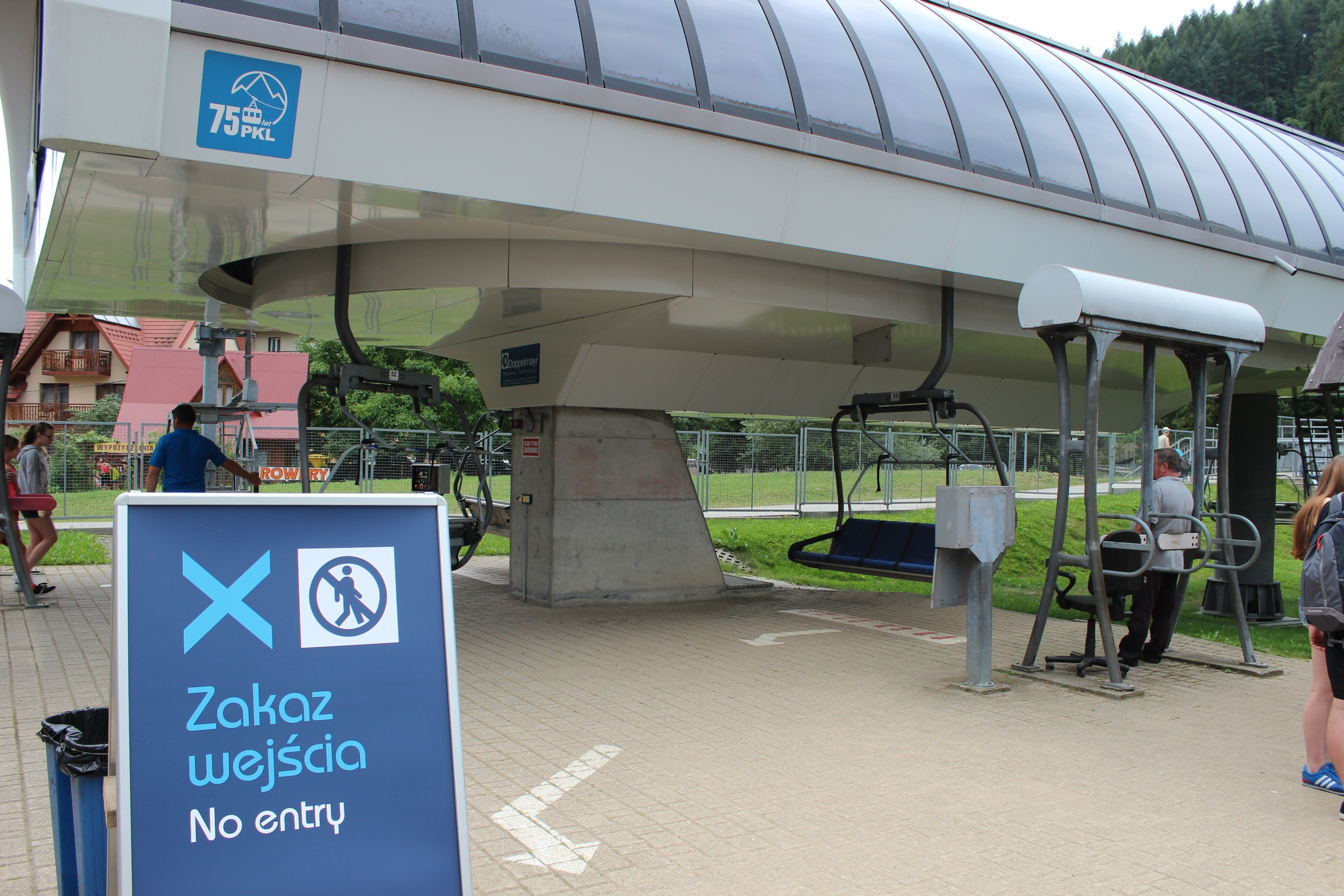
Peron na dolnej stacji